# Адевале Акинуе Агбаџе
Адевале Акинуе Агбаџе (енгл. Adewale Akinnuoye-Agbaje, Лондон, 22. август 1967) је енглески филмски и телевизијски глумац нигеријског порекла.